# Getost

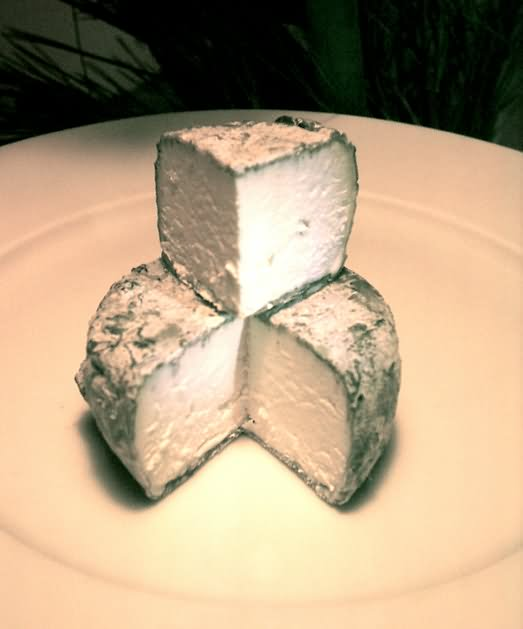
Getostsorten cabri gatineau

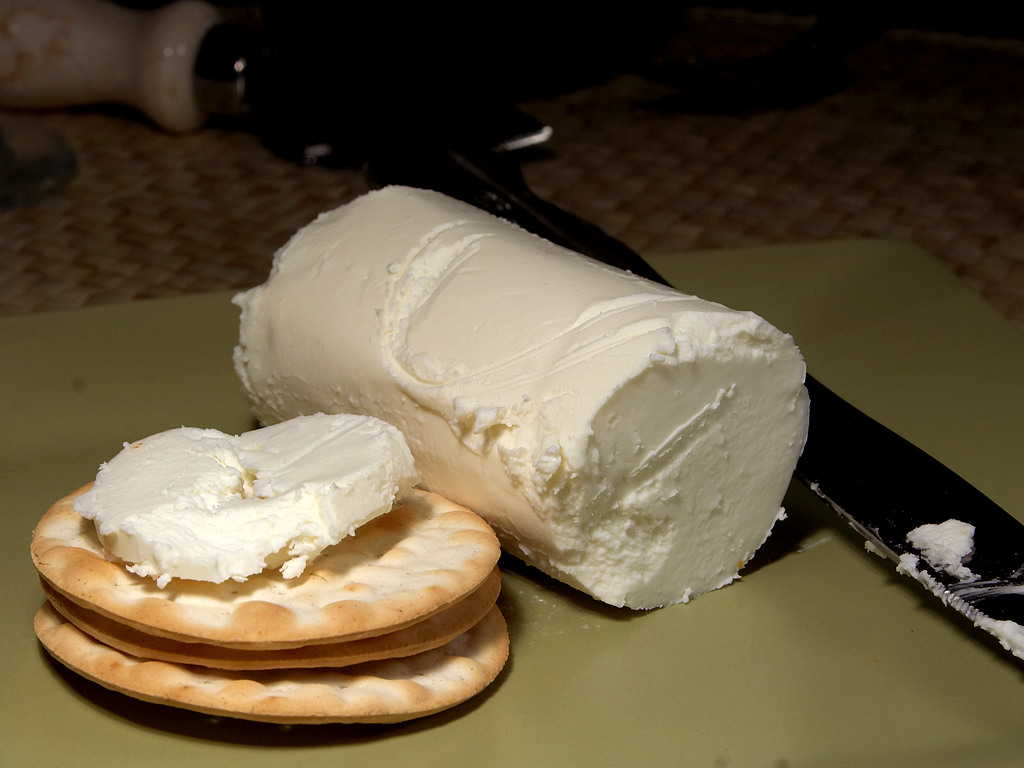
Getost på kex

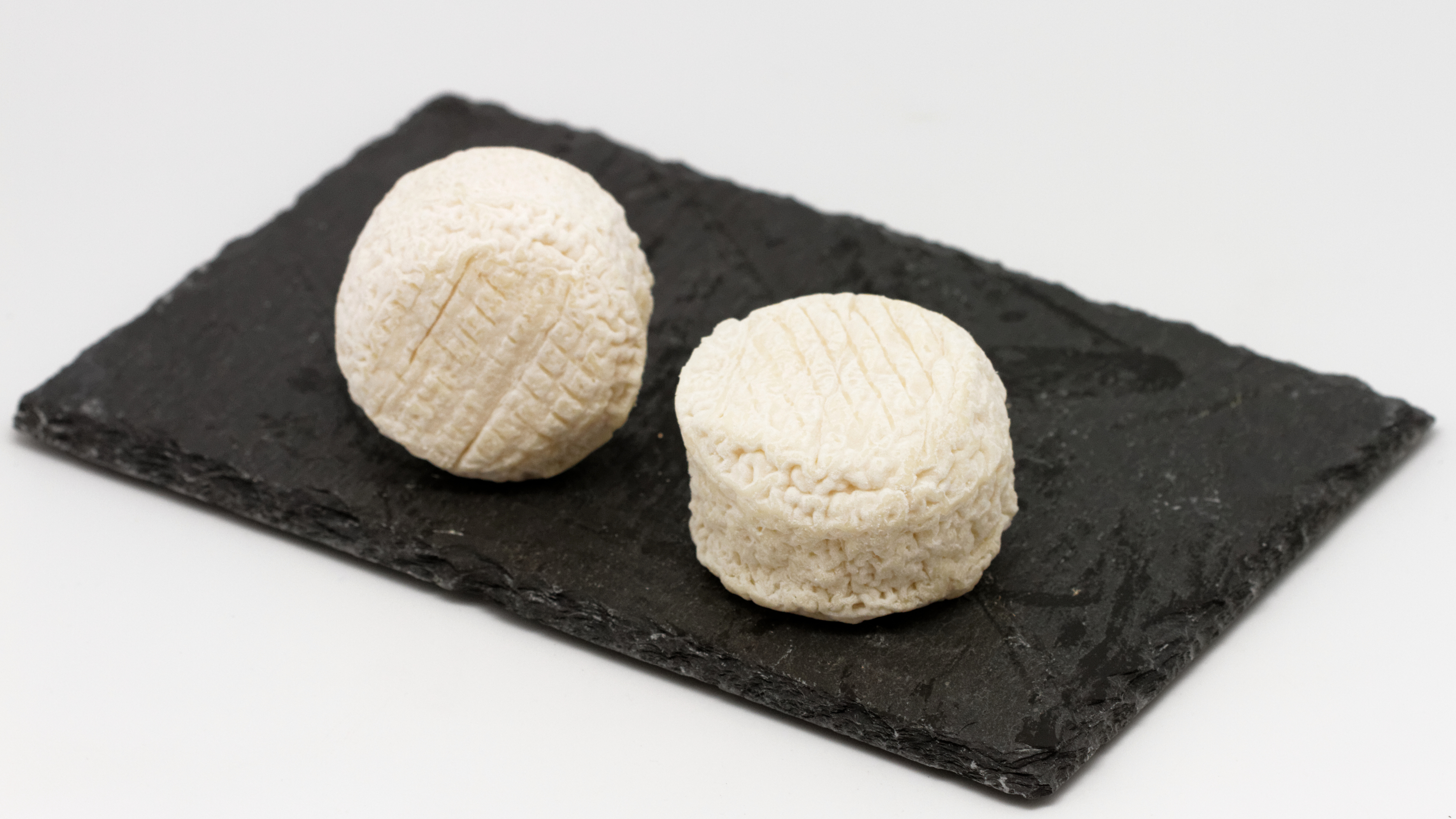
Crottin de Chavignol

Getost är ost med mjölk från tamget som huvudingrediens. Getosten smakar på ett karakteristiskt sätt tack vare att den innehåller kaprinsyra (efter det latinska ordet capra, som betyder just 'get'). Kaprinsyra är en smakrik fettsyra som dessutom främjar utvecklingen av de goda tarmbakterierna hos människa, och även säljs som en hälsokostprodukt. Många personer som är laktosintoleranta brukar trots detta oftast tåla getost och fårost.

## Exempel på getostar efter ursprungsland

### Frankrike
Fransk getost, chèvre (uttal: /ˈʃɛvʁ/) eller chevre, är en vitmögelost, oftast i form av en smal cylinder. Färgen är ljus och konsistensen något krämig. Chèvre är franska och betyder just 'get'. Det är alltså en allmän benämning på getost, inte ett varumärke. Emellertid är inte alla franska getostar vitmögelostar – vissa skyddas istället av ett tunt lager aska. Chèvre används både som den är och i matlagning, och då den värms upp blir den annars ganska skarpa getsmaken mildare. I Frankrike tillverkas en hel rad olika getostar, bland dem Banon, Brique chèvre, Cabécou, Cabri gatineu, Chabichou du Poitou, Chabis, Chevrotin, Crottin de Chavignol, Pélardon, Picodon de l'Ardèche ( som är occitanska för 'kryddig från Ardèche'), Picodon de la Drôme, Pouligny-saint-pierre, Rocamadour, Sainte-maure-de-touraine, Selles-sur-cher och Valençay. Specialiserade ostaffärer och saluhallar på större orter i Sverige brukar saluföra en hel del av dessa ostar.

### Grekland
Den grekiska halloumin och fetaosten tillverkas traditionellt av en blandning av get- och fårmjölk.

### Italien
I Italien finns bland annat sorten Caprino.

### Norge
Norsk getost, brunost, är mesost med getmjölk. Osten är helt utan hål och konsistensen är ganska hård, men ostskivorna smälter i munnen. Brunosten säljs oftast som fyrkantiga block. Den smakar inte get så utpräglat som den franska varianten, och äts nästan uteslutande som smörgåspålägg. Smaken är, för att vara ost, mycket söt.

### Portugal
I Portugal har man en getost som kallas  Cabreiro de Castelo Branco.

### Spanien
I Spanien tillverkar man den katalanska getosten mató, som är gjord på en blandning av get- och komjölk.

### Storbritannien
I England och övriga Storbritannien förekommer den walesiska getosten Pantysgawn.

### Sverige
Svensktillverkad getost hittar man oftast under namnet Vit caprin men det finns även ädelost, s.k. mögelost, gjord av getmjölk. Vit Caprin är en vitmögelost. Även så kallade Kitt-ostar görs på getmjölk.

### Tyskland
I Tyskland tillverkas getosten Altenburger Ziegenkäse (bokstavligen 'getost från Altenburg') och Abertam.